# ستوكتون الجنوبية (دائرة انتخابية في المملكة المتحدة)
ستوكتون الجنوبية (بالإنجليزية: Stockton South)‏ هي إحدى الدوائر الانتخابية في المملكة المتحدة الممثلة في مجلس العموم في برلمان المملكة المتحدة.
عضو البرلمان الذي يمثلها حالياً هو :Ms Dari Taylor (Lab).